# Keidži Kaimoto
Keidži Kaimoto (japonsko 海本 慶治), japonski nogometaš, * 26. november 1972.
Za japonsko reprezentanco je odigral eno uradno tekmo.